# Roma o morte
Roma o morte è un romanzo storico di Simon Scarrow ambientato nell'anno 44 d.C., pubblicato in Italia nel maggio 2012 dalla casa editrice Newton Compton.
È il quarto romanzo della Eagles of the Empire Series con protagonisti Macrone e Catone.

## Trama

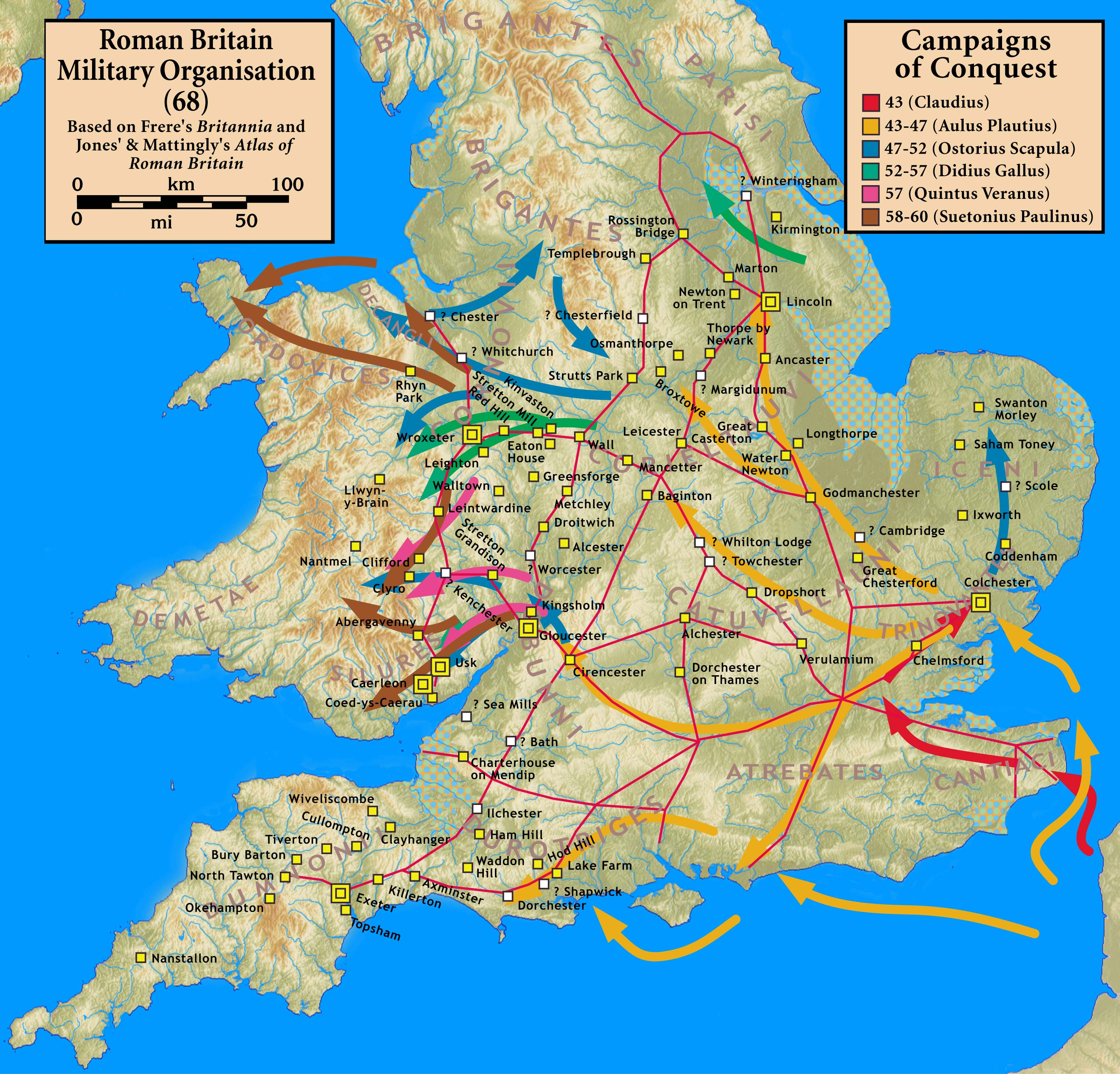
Campagna romana in Britannia tra il 43 e il 60 d.C.

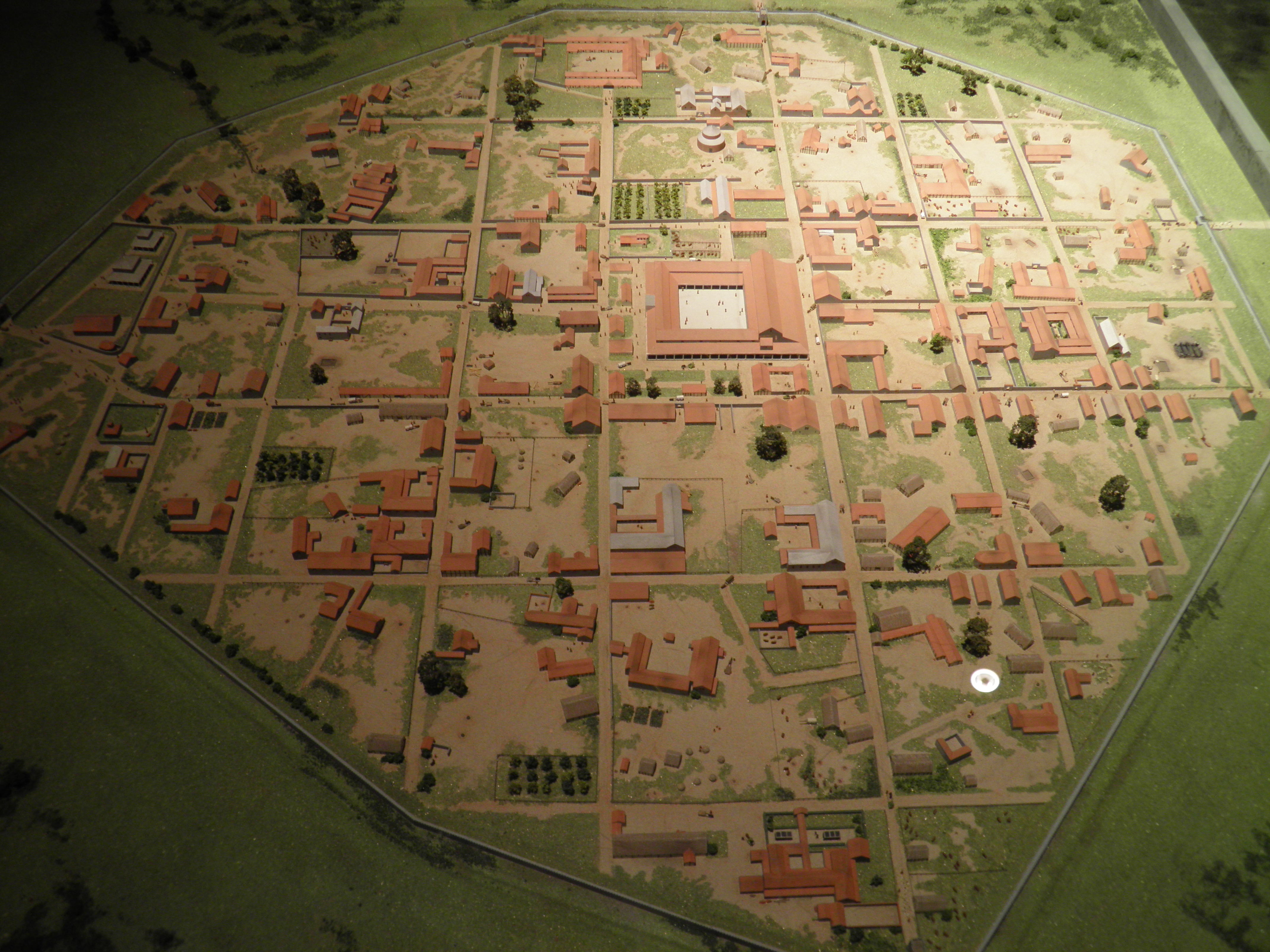
Plastico di Calleva Atrebatum romanizzata, dopo la fine del regno di Verica e della creazione della provincia romana.

Nel 44 d.C., quarto anno del regno dell'Imperatore Claudio, il Legato della Seconda Legione Vespasiano sta conquistando rapidamente la Britannia meridionale. I centurioni Macrone e Catone, quest'ultimo di recente promozione grazie all'eroica impresa portata a termine nei mesi precedenti, stanno guarendo dalla degenza di oltre due mesi passata nell'ospedale da campo a Calleva, dovuta alle ferite riportate durante la missione per salvare la famiglia di Aulo Plauzio. Vespasiano affida a Macrone e Catone il compito addestrare le truppe del re degli Atrebati Verica in maniera tale da poter difendere, oltre al re, le linee di rifornimento che sempre più spesso vengono prese di mira dai nemici: i Romani devono infatti poter sostenere con una fitta, e sempre più lunga, linea di rifornimenti la campagna militare che si sta inoltrando sempre di più nell'entroterra britannico. Lo stesso Vespasiano, a oltre cinquanta miglia a ovest di Calleva, ha espugnato e saccheggiato la settima fortezza montana, e medita preoccupato sulle perdite che di assedio in assedio stanno sfoltendo la sua legione.
Presa coscienza del punto debole dei Romani, gli Atrebati cominciano a tramare per far saltare l'accordo di alleanza vigente. La rivolta è nell'aria e i due centurioni cominciano a sospettare dei loro alleati, preparandosi a dover fronteggiare un complotto che mira a eliminare entrambi mentre cercano di guadagnarsi la lealtà delle loro truppe. I due proseguono con gli addestramenti e hanno occasione di testare il livello raggiunto facendo affrontare alle due coorti di Atrebati, denominate dei Cinghiali e dei Lupi, un folto gruppo di guerrieri durotrigi colti nei dintorni di Calleva. Lo scontro è ostico ma grazie alla gestione dei due centurioni la vittoria è totale con anche un gran numero di prigionieri. Contento del successo ottenuto, il re Verica organizza un grande banchetto durante il quale viene proposto anche un combattimento tra un cinghiale e tre cani provenienti dall'Hibernia. Pochi giorni dopo giunge a Calleva il tribuno Quintillo, inviato da Aulo Plauzio, per verificare se l'alleanza e la fedeltà del re Verica sia ancora ben salda. Quintillo comunica al re che in caso di dubbi sulla tenuta dell'alleanza verrà imposto lo scioglimento delle due coorti e il disarmo totale di tutti i sudditi, presupposto per la futura destituzione e trasformazione del regno in provincia.

Ammettendo che vi sono diversi nobili a lui ostili e che vorrebbero rivedere l'alleanza con i Romani, Verica tranquillizza Quintillo sulla sua fedeltà.
Qualche giorno dopo, però, Catone e Macrone trovano il vessillifero Bedriaco in punto di morte, che spira mentre comunica che qualcuno dei nobili sta organizzando l'assassinio di Verica. Gli ultimi ad averlo incontrato sono Tincommio e Artax: Catone sospetta subito di quest'ultimo, ma il tribuno Quintillo in assenza di prove concrete lo fa rilasciare subito.
Verica organizza una battuta di caccia a cui invita i Romani e tutti i nobili. Durante una cena nella foresta, Verica comunica che, temendo prossima la sua dipartita, il suo successore sarà Artax, nomina che lascia sgomento Tincommio che in linea di successione era il primo ad averne diritto. Il giorno dopo, mentre la caccia è entrata nel vivo, Macrone e Catone vengono richiamati dalle urla di Verica, e trovano Tincommio ferito, che asserisce di essere stato colpito da Artax, e lo stesso Artax con un bastone in mano, vicino al re che è vistosamente ferito al capo. Senza chiedere spiegazioni, Catone aggredisce Artax, il quale, mentre sta per sopraffare il romano, viene infilzato a morte dalla lancia di Tincommio.
Dopo pochi giorni, con Verica degente nel suo letto e ancora privo di sensi, viene avvistato un gruppo di Durotrigi che sta assaltando una carovana di carri. Quintillo avventatamente ordina sia alla coorte dei Cinghiali di Macrone sia a quella dei Lupi di Catone di recarsi velocemente nella valle dove si svolge l'assalto; quando però gli uomini di Catone e Macrone stanno per entrare in contatto con il nemico, l'assalto si tramuta in un'imboscata, con migliaia di Durotrigi che sbucano da tutti i lati che circondano la valle. Non rimane che una precipitosa fuga: meno di trecento uomini riescono a rientrare a Calleva, dove Catone e Macrone riorganizzano le difese mentre Quintillo, dando più l'idea di voler pensare solo a sé stesso, ha lasciato la città comunicando di voler andare a chiedere aiuto.
I Durotrigi danno l'assalto a Calleva e i Romani devono progressivamente arretrare dalle mura, alla residenza reale e fino alle sole stanze del re. Durante le fasi dell'assedio, Tincommio si presenta alla guida dei Durotrigi: ha infatti preso accordi con Carataco e confessa di aver lui stesso tentato di uccidere il re Verica, e che se non fosse stato per l'intervento di Artax e Catone, al momento sarebbe lui il re degli Atrebati. Quando l'assedio giunge alla palizzata che delimita la residenza reale, Catone riesce con uno stratagemma a far capovolgere le sorti degli schieramenti, facendo salire sugli spalti il re Verica, che parlando agli Atrebati che sono passati dalla parte di Tincommio rivela il tradimento. Catone riesce ad arrestare Tincommio, ma i Durotrigi invadono in massa la città e sbaragliati i pochi Atrebati redenti costringono i Romani e gli Atrebati fedeli a una precipitosa ritirata fin nelle stanze private del re. Proprio quando sembra che per Macrone e Catone non vi sia più scampo, i Durotrigi scappano senza motivo e lasciano velocemente Calleva: fuori, si viene a sapere che è appena sopraggiunto Vespasiano con alcune coorti dopo che il tribuno Quintillo lo aveva raggiunto presso la Seconda Legione e avvisato del disastro imminente. L'ordine a Calleva viene ripristinato e Tincommio viene giustiziato.
Il giorno successivo viene avvistato un grosso esercito che avanza verso Calleva: evidentemente, Carataco era riuscito a sfuggire a Plauzio e stava tentando di cogliere di sorpresa Vespasiano. I Romani lasciano Calleva e si arroccano su di una collina dove riescono a fronteggiare l'esercito di Carataco finché non sopraggiunge Aulo Plauzio con le altre legioni. Carataco ordina una veloce ritirata e riesce nuovamente a sfuggire ad Aulo Plauzio ripiegando di là dal Tamesis. Aulo Plauzio decide di annettere il regno degli Atrebati e nomina procuratore Quintillo, che subito fa costruire a Calleva la sede del suo palazzo, e gli vengono assegnate due coorti batave, sicuramente molto più fedeli di quanto non si erano dimostrati gli Atrebati. Macrone e Catone vengono assegnati al comando rispettivamente della Terza e Sesta centuria della Terza coorte della Seconda Legione.

## Personaggi
- Lucio Cornelio Macrone: Centurione della Seconda Legione.
- Quinto Licinio Catone: Centurione della Seconda Legione.
- Aulo Plauzio: Generale dell'esercito in Britannia, composto da quattro legioni la Seconda, la Nona, la Quattordicesima e la Ventesima.
- Vespasiano: Legato della Seconda Legione.
- Verica: Re degli Atrebati.
- Tincommio: Principe degli Atrebati.
- Carataco: Re dei Durotrigi.
- Gius Aurelias: Centurione della Quattordicesima coorte ausiliaria Gallica.
- Veranio: Centurione, comandante della guarnigione di stanza a Calleva. Alla sua morte lo sostituisce Catone.
- Orazio Figulo: Optio di Catone, della coorte ausiliaria dei Lupi.
- Bedriaco: Recluta atrebate, Signifer della coorte ausiliaria dei Lupi.
- Mario: Istruttore della guarnigione di Calleva.
- Artax: Recluta atrebate, nipote del re Verica.
- Silva: Capo furiere.

- Ortensio: Centurione anziano, a comando della Quarta Coorte della Seconda Legione.
- Cadminio: Capitano delle guardie del corpo del re Verica.
- Mendaco: Anziano guerriero atrebate.
- Quinto: Capo scrivano.
- Caio Quintillo: Tribuno della Nona Legione.
- Narciso: Segretario dell'Imperatore Claudio.
- Mandrax: Recluta atrebate, Signifer della coorte ausiliaria dei Lupi.
- Praxus: Prefetto della Quattordicesima Legione.
- Verago: Recluta atrebate, della coorte ausiliaria dei Cinghiali.
- Labeo: Centurione di una Coorte della Seconda Legione.
- Geniale: Centurione di una Coorte della Seconda Legione.
- Pedio: Centurione di una Coorte della Seconda Legione.
- Pollio: Centurione di una Coorte della Seconda Legione.
- Veiento: Centurione di una Coorte della Seconda Legione.
- Gaio Silano: Centurione della Seconda Coorte della Seconda Legione.
- Parveno: Funzionario, impiegato del quartier Generale di Vespasiano.

## Ambientazione
| Anno    | Età Macrone | Età Catone | Ambientazione |
| ------- | ----------- | ---------- | ------------- |
| 44 d.C. | 36 anni     | 19 anni    |               |

## Edizioni
- Simon Scarrow, Roma o morte, traduzione di Milva Faccia, collana Nuova Narrativa Newton, Newton Compton, 24 maggio 2012,  p. 384, ISBN 978-88-541-3717-2.
- Simon Scarrow, Roma o morte, traduzione di Milva Faccia, collana Gli Insuperabili, Newton Compton, 6 giugno 2013,  p. 384, ISBN 978-88-541-5360-8.
- Simon Scarrow, L'aquila di Roma, traduzione di Milva Faccia, collana SuperInsuperabili, Newton Compton, 13 febbraio 2014,  p. 1.018, ISBN 978-88-541-6101-6.[4]
- Simon Scarrow, Roma o morte, traduzione di Milva Faccia, collana Gli Insuperabili, Newton Compton, 18 settembre 2014,  p. 384, ISBN 978-88-541-7414-6.
- Simon Scarrow, Roma o morte, traduzione di Milva Faccia, collana Gli Insuperabili Gold, Newton Compton, 13 luglio 2017,  p. 384, ISBN 978-88-227-0701-7.

## Analisi
- È il secondo romanzo, consecutivo, in cui compare il personaggio di Orazio Figulo. Figulo sarà poi protagonista anche del romanzo I conquistatori, della serie Invader, che per gli argomenti trattati lo si può definire il seguito di La battaglia finale.